# Kirnja bjelica
Kirnja bjelica ili  bijela kirnja (Epinephelus aeneus) riba je iz roda Epinephelus.
Ona je relativno malobrojna vrsta u Jadranu. Najčešće se može naći oko Kornata. Naraste do duljine 1,2 m i do mase 25 kg. Vrlo je duga u odnosu na svoju masu. Bijele je boje, s 5 okomitih smeđih pruga na leđima, koje su jače ili slabije izražene. Živi u rupama i procjepima usred muljevitog ili pjeskovitog dna, na dubinama od 15 do 200 m. 
Hrani se drugim ribama, glavonošcima i rakovima, vrstan je grabežljivac. Na svijet dolazi kao ženka, a spol mijenja s oko 10 godina starosti, pri masi od oko 8 kg.
Živi na području istočnog Atlantika, južno do Angole, kao i na području južnog dijela Mediterana, uključujući Jadran.

## Vanjske poveznice
|  | Zajednički poslužitelj ima stranicu o temi Kirnja bjelica    |
|  | Zajednički poslužitelj ima još gradiva o temi Kirnja bjelica |
|  | Wikivrste imaju podatke o taksonu Kirnja bjelica             |